# Residual
Residual kommer från latin och betyder finnas kvar eller återstå. Allmänt används begreppet residual för det som finns kvar när något dragits bort. 

## Matematik

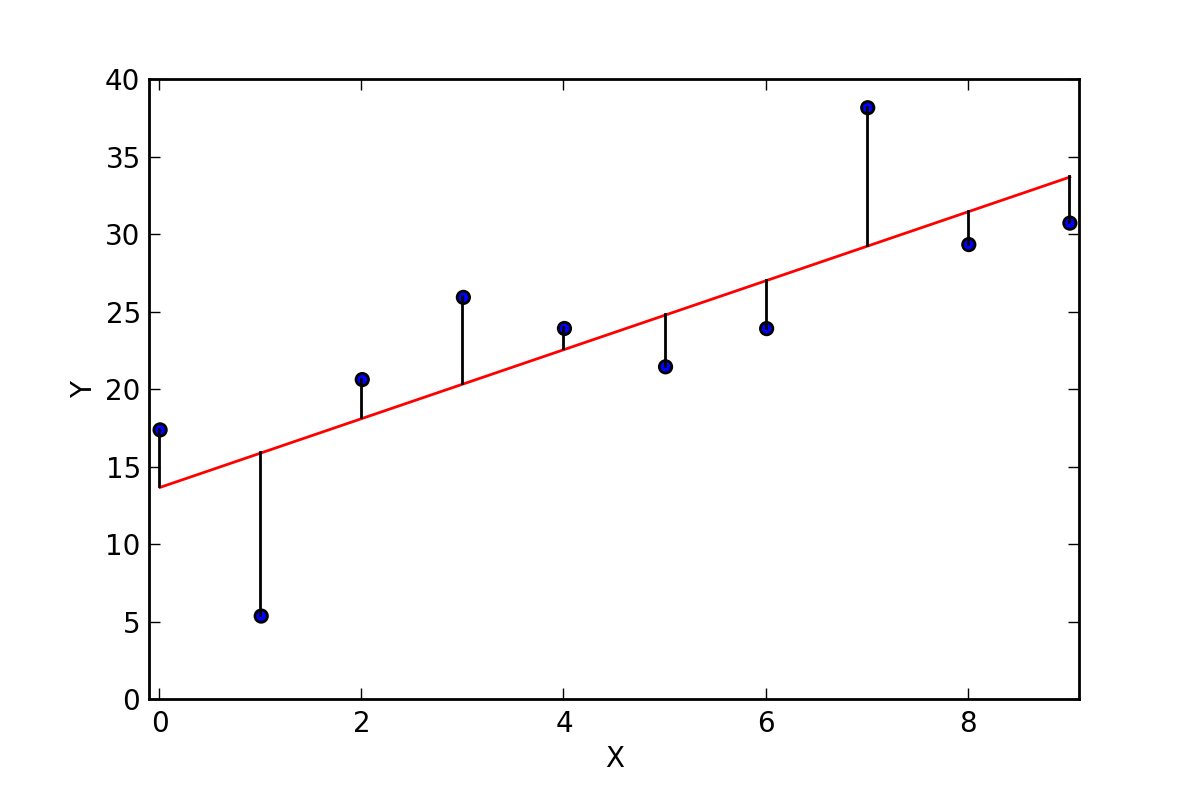
Residualerna är längden på sträckorna mellan de datapunkterna (blå) och regressionslinjen (röd).

I statistik används ordet residual vanligen för skillnaden mellan ett observerat värde och det värde som gäller en viss teoretisk modell. Begreppet är centralt inom regressionsanalysen, då de ska minimeras.

## Medicin
Inom medicin används ordet om det som finns kvar och inte kan avges, till exempel inom spirometrin där residualvolymen är den luftvolym som finns kvar i lungorna när man andats ut allt man kan.
Residualurin avser den urin som blir kvar i urinblåsan efter urinering.